# 米沙耶地区沙蒂永
米沙耶地区沙蒂永（法語：Chatillon-en-Michaille，法語發音：[ʃatijɔ̃ ɑ̃ miʃaj]）是法国东部安省的一个旧市镇，属于楠蒂阿区。2019年1月1日，瓦尔瑟里讷河畔贝勒加德与临近的2个市镇合并为新市镇瓦尔瑟罗讷。

## 地理
米沙耶地区沙蒂永（46°8'40"N, 5°48'0"E）面积37.62 平方千米，位于法国奥弗涅-罗讷-阿尔卑斯大区安省，该省份为法国东部省份，北起汝拉省，西北接索恩-卢瓦尔省，西接罗讷省和里昂大都会，南至伊泽尔省，东与萨瓦省、上萨瓦省和瑞士接壤。
与米沙耶地区沙蒂永接壤的市镇（或旧市镇、城区）包括：瓦尔瑟里讷河畔贝勒加德、孔福尔、朗克朗、蒙唐日、圣日耳曼德茹、维尔、勒普瓦扎-拉莱里亚、上瓦尔罗梅。
米沙耶地区沙蒂永的时区为UTC+01:00、UTC+02:00（夏令时）。

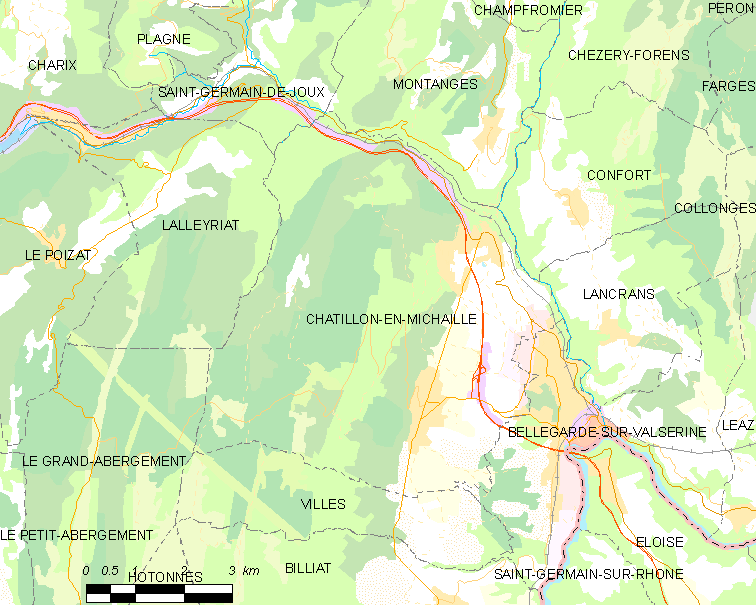
米沙耶地区沙蒂永的OSM定位图

## 行政
米沙耶地区沙蒂永的邮政编码为01200，INSEE市镇编码为01091。

## 政治
米沙耶地区沙蒂永所属的省级选区为瓦尔瑟罗讷县。

## 人口

1962-2008年间米沙耶地区沙蒂永人口变化图示

米沙耶地区沙蒂永于2018年1月1日时的人口数量为3923人。